# Sopranos
Sopranos (engelska: The Sopranos) är en amerikansk dramaserie från HBO som handlar om den fiktiva, italienskättade maffiafamiljen Soprano i New Jersey. Serien hade amerikansk premiär 10 januari 1999 och producerades samt visades av den amerikanska betal-TV-kanalen HBO. Sopranos är den ekonomiskt framgångsrikaste originalserien någonsin på amerikansk kabel-TV, till dags datum också den näst mest kritikerhyllade i hemlandet. Sopranos har blivit mycket populär både bland kritiker och tv-tittare och har blivit belönad med åtskilliga priser, bland annat 18 Emmy-priser och fem Golden Globe-priser. Sex säsonger med totalt 86 avsnitt av serien producerades och det sista avsnittet sändes på HBO i USA 10 juni 2007. I Sverige sändes det sista avsnittet i SVT2 den 21 oktober 2007.

## Handling
Serien kretsar kring maffiabossen Tony Soprano, som styr sin verksamhet bestående av organiserad brottslighet förtäckt som konsultfirma inom avfallshantering. Serien handlar till stor del om hur Tony Soprano hanterar pressen att möta de motstridiga kraven från sina båda familjer, den kriminella och den privata. Serien är mycket tematisk och subtil, och har många psykologiska aspekter; drömmar, existentiell ångest och filosofi är återkommande ämnen.

## Rollfigurer
Anthony "Tony" Soprano (James Gandolfini) är den hetlevrade och våldsamme maffiabossen som styr över den New Jersey-baserade DiMeo-familjen. Serien börjar med att han, efter åratal av stress över sina maffiaaffärer och sin traumatiska uppväxt som slutligen leder till panikattacker, börjar gå i terapisessioner hos psykiatrikern Dr. Jennifer Melfi (Lorraine Bracco), i största hemlighet då han inte kan visa sig svag inför sina mannar.
Tonys fru Carmela (Edie Falco) bidrar till Tonys komplexa liv. Deras samliv bygger mer på misstro och förakt, snarare än kärlek och ömhet. Carmela är smärtsamt medveten om Tonys otrohetsaffärer och den verksamhet som är hans levebröd. Samtidigt är hon medveten om att hans kriminella gärningar gör att hon kan leva i den extravagans hon vill ha och är van vid. Tidvis avskyr hon både sig själv och Tony för detta.

### Familj
Tonys närmaste familj innefattar hans mor Livia (Nancy Marchand), systrarna Janice (Aida Turturro) och Barbara (Nicole Burdette och Danielle Di Vecchio), farbrodern Corrado "Junior" Soprano (Dominic Chianese) och kusinerna Tony Blundetto (Steve Buscemi) och Christopher Moltisanti (Michael Imperioli). Livia är den förslagna och intrigerande modern som är inkapabel att visa kärlekskänslor och överför sitt självförakt på sin omgivning. Dr. Melfi spekulerar i att Livia lider av någon form av borderline och en narcissistisk personlighetsstörning. Tonys obesvarade moderskänslor följer honom i vuxen ålder och ger Tony betydande personliga och professionella problem. Junior är Tonys företrädare på posten som maffiafamiljens överhuvud och kämpar för att behålla sin kvarstående makt, ibland tillsammans med den manipulerande Livia. De båda iscensätter ett slarvigt mordförsök på Tony under säsong ett, vilket leder till ett spänt förhållande mellan Tony och hans farbror under resten av serien. Janice gav sig av till Seattle för att leva hippieliv i unga år, men återvänder till familjen flera år efteråt och inleder förhållanden med några av Tonys mannar. Barbara vill helst inte ha med familjen att göra, har skaffat en egen familj tillsammans med affärsmannen Tom Giglione och träffar huvudsakligen sina syskon bara vid begravningar och andra familjesammankomster. Tony Blundetto växte upp tillsammans med Tony men åkte sen in på ett långt fängelsestraff. Efter sin frigivning i säsong fem försöker han leva lagligt, men dras mot sin vilja tillbaka in i brottsligheten. Tony Soprano har ett speciellt förhållande till Christopher, vars far Dickie mördades när Christopher var mycket ung, och ser honom närmast som sin brorson och protegé.

### Medarbetare
Bland Tony Sopranos närmaste medarbetare i maffiafamiljen återfinns Silvio "Sil" Dante (Steven Van Zandt), Paul "Paulie Walnuts" Gualtieri (Tony Sirico), Christopher Moltisanti (Michael Imperioli) och Salvatore "Big Pussy" Bonpensiero (Vincent Pastore). Sil är Tonys consigliere och bästa vän, medan Paulie och Big Pussy är livslånga soldater inom familjen sedan Tonys pappas tid. Andra kompanjoner inom familjen är Patsy Parisi (Dan Grimaldi) och Furio Giunta (Federico Castelluccio). Patsy är en åldrande maffiamedlem med bokföring som sin talang. Furio är en torped, importerad från en allierad napoletansk maffiafamilj från "det gamla landet".
Andra viktiga medlemmar i DiMeo-familjen är Bobby "Bacala" Baccalieri (Steven R. Schirripa), Richie Aprile (David Proval), Ralph Cifaretto (Joe Pantoliano), Eugene Pontecorvo (Robert Funaro) och Vito Spatafore (Joseph R. Gannascoli). Bobby är underställd Junior Soprano och får ofta utstå mer eller mindre skämtsamma trakasserier från Tony. Bobby gifter sig senare med Janice. Ralph Cifaretto är äregirig och drar in mycket pengar till familjen, men gör ofta livet svårare för Tony. Richie Aprile släpps ut från fängelset i säsong två och blir omedelbart en motståndare till Tony. Pontecorvo är en ung soldat, som blir invigd tillsammans med Christopher. Vito Spatafore tar sig uppåt i maffiahierarkin allt eftersom hans överordnade dör, men han bär på en hemlighet som inte avslöjas förrän i slutet av säsong fem.

### Vänner
Till Sopranofamiljens vänner kan räknas Herman "Hesh" Rabkin (Jerry Adler), Adriana La Cerva (Drea de Matteo), Rosalie Aprile (Sharon Angela), Angie Bonpensiero (Toni Kalem), Artie (John Ventimiglia) och Charmaine Bucco (Kathrine Narducci). Hesh är en rådgivare som tjänat Sopranofamiljen sedan Tonys far, John "Johnny Boy" Soprano, styrde. Adriana är Christopher Moltisantis flickvän sedan länge och de två lever ett stormigt förhållande. Rosalie är en nära väninna till Carmela och dessutom änkan till den före detta bossen, Jackie Aprile. Angie är fru till Big Pussy Bonpensiero och startar senare sin egen affärsrörelse. Artie och Charmaine gick i skolan tillsammans med Soprano och driver numera den populära restaurangen Vesuvio.

### Lupertazzifamiljen
John "Johnny Sack" Sacrimoni (Vince Curatola), Phil Leotardo (Frank Vincent), "Little" Carmine Lupertazzi, Jr. (Ray Abruzzo) och Butch DeConcini (Greg Antonacci) är viktiga medlemmar i den New York-baserade Lupertazzifamiljen, som gör mycket affärer med DiMeofamiljen. Trots att DiMeos och Lupertazzis är konkurrerande familjer med skilda intressen, försöker Tony behålla en varm affärsrelation med Johnny Sack som i längden ska gynna båda familjerna. Phil Leotardo däremot är svårare att handskas med. Han är ambitiös och hänsynslös och tvekar inte att bruka våld mot Sopranofamiljen.

## Slutet
Slutet i det sista avsnitten har blivit mycket omtalat i USA. Det slutar med att Tony och hans familj sitter på en diner för att äta middag. Spänningen byggs upp, varpå bilden plötsligt blir svart, med ett helt tyst ljudspår, och förblir så i några sekunder innan eftertexterna, för första gången i Sopranos, rullar förbi i tystnad. 
Detta avslut var väldigt kontroversiellt och är fortfarande omtalat idag, men 2021 svarade showens skapare David Chase hur showen slutade på podcasten "Talking Sopranos".

### Fotnoter
1. ↑  ”Sopranos” (på engelska). TV.Com. http://www.tv.com/shows/the-sopranos/. Läst 25 januari 2017.
2. ↑  Markus Wilhelmsson (21 oktober 2007). ”Därför kommer vi att sakna dig, Tony”. Dagens nyheter. http://www.dn.se/kultur-noje/darfor-kommer-vi-att-sakna-dig-tony/. Läst 26 januari 2017.